# Jebtsun Damba Khutuchtu

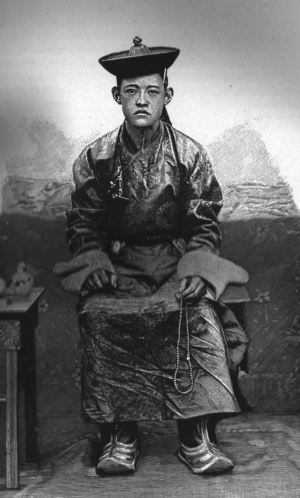
Den unge Bogd Khan.

Jebtsun Damba Khutuchtu (mongoliska: Жавзандамба хутагт, Javzandamba Khutagt; tibetanska: རྗེ་བཙུན་དམ་པ་, Jetsun Dampa) var titeln på det andliga överhuvudet för gelug-skolan inom den tibetanska buddhismen i Mongoliet. Titeln betyder "högst ärade herre".
Den förste Jebtsun Damba, Zanabazar (1635-1723) identifierade som en inkarnation av skolaren Taranatha i Jonang-skolan inom den tibetanska buddhismen. Zanabazar var son till Tüsheet Khan Gombodorj, härskare över Khalkha-Mongoliet och blev själv andlig ledare över khalkha-mongolerna. I likhet med Zanabazar var den andre Jebtsun Damba medlem i Mongoliets högsta adel och en direkt ättling till Djingis Khan.
Efter Tjingunzjavs uppror mot Qingdynastin och den andre Jebtsun Dambans bortgång förklarade Qianlong-kejsaren att alla framtida reinkarnationer av laman skulle finnas bland tibetanerna.
När yttre Mongoliet förklarade sig självständigt 1911 upphöjdes den åttonde Jebtsun Damba till kejsare av Mongoliet och kallades för Bogd Khan. Han var statsöverhuvud fram till sin död 1924, varefter den kommunistiska myndigheterna förklarade att inga nya reinkarnationer skulle identifieras. 
Den fjortonde Dalai Lama har identifierat en nionde inkarnation av Jebtsun Damba Khutuchtu. Han föddes som Jampal Namdol Chökyi Gyaltsen 1932.

## Lista över Jebtsun Damba
|    | Namn (Lista över tibetanska namn och titel)              | Levnadsår            | Namn enligt Wylie                                            |
| -- | -------------------------------------------------------- | -------------------- | ------------------------------------------------------------ |
| 1. | Lobsang Tenpe Gyeltshen, Zanabazar                       | 1635–1723            | blo bzang bstan pa'i rgyal mtshan, dznyA na ba dz ra         |
| 2. | Lobsang Tenpe Drönme                                     | 1724–1757            | blo bzang bstan pa'i sgron me                                |
| 3. | Yeshe Tenpe Nyima                                        | 1758–1773            | ye shes bstan pa'i nyi ma                                    |
| 4. | Lobsang Thubten Wangchug Jigme Gyatsho                   | 1775–1813            | blo bzang thub bstan dbang phyug 'jigs med rgya mtsho        |
| 5. | Lobsang Tshülthrim Jigme Tenpe Gyeltshen                 | 1815–1841            | blo bzang tshul khrims 'jigs med bstan pa'i rgyal mtshan     |
| 6. | Lobsang Tenpe Gyeltshen                                  | 1842/1843–1848       | blo bzang bstan pa'i rgyal mtshan                            |
| 7. | Ngawang Chökyi Wangchug Thrinle Gyatsho                  | 1849/1850–1868       | ngag dbang chos kyi dbang phyug 'phrin las rgya mtsho        |
| 8. | Ngawang Lobsang Chökyi Nyima Tendzin Wangchug, Bogd Khan | 1870/1871 –1923/1924 | ngag dbang blo bzang chos kyi nyi ma bstan 'dzin dbang phyug |
| 9. | Jampel Namdröl Chökyi Gyaltshen                          | * 1932               | 'jam dpal rnam grol chos kyi rgyal mtshan                    |